# Panorama Express
Panorama Express es un grupo musical de pop rock latinoaméricano de origen venezolano y colombiano, dado a conocer por el canal de televisión de cable Nickelodeon en Latinoamérica. Su primer álbum de estudio, Directo A Shanghai tiene previsto lanzarse a mediados de 2011.
El grupo se formó originalmente en Bogotá, Colombia en 2011. La banda está conformada por el vocalista principal Reinaldo Zavarce, los guitarristas Manuel Escobar y Juan Camilo Novoa, el bajista Miguel Álvarez y el baterista Juan Nicolás García. La banda lanzó su primer sencillo, "Voy Donde Estés" el 25 de abril de 2011, que hace parte de su futuro álbum "Directo A Shanghai", placa debut de la banda que fue grabada en Argentina bajo la producción de Pablo Durand y Fernando López.
La banda se embarcó junto a Maria Gabriela de Faria, pareja del vocalista Zavarce, en la gira de la serie de televisión Isa TKM, presentándose en Brasil y Estados Unidos desde el 15 de abril de 2011 hasta ahora.

## Historia

### 2008-10: Principios y formación
Surgió la idea de una banda, cuando el vocalista Zavarce y el guitarrista Escobar, deciden tocar juntos. Escobar era un guitarrista recurrente de la primera gira de la serie de televisión Isa TKM, donde Zavarce interpetaba a Alex Ruiz.
Escobar y Zavarce decidieron agruparse con otros músicos, y luego de varias presentaciones, la idea de la banda "Panorama" se disolvió. Sin embargo, Zavarce y Escobar tenían aún el "espíritu" en su ser, ellos fueron a Bogotá, Colombia y se juntaron con dos amigos y empezaron a tocar y lograron formarse como "Panorama Express", porque:
 “Decidimos llamarlo Panorama Express porque queríamos hacerlo distinto a lo que se había disuelto en algún momento y además el “express” es porque esta música va a viajar con nosotros ¡y nosotros con ella!”

### 2011-presente: Reencuentro, Tour yDirecto A Shangai
Con montones de premios ganados en enero, 2011 el venezolano Reinaldo Peche, ya era reconocido por toda Latinoamérica, por su trabajo en la serie de televisión Isa TKM desde 2008 a 2010. Zavarce anunció a través de su cuenta de la red social Twitter que estaría con una banda donde el sería el vocalista principal, esta se llamaría Panorama Express. La banda se hizo oficial a partir del 7 de febrero de 2011 cuando empezaron las grabaciones del primer álbum en Español/Portugués que tendría el nombre de "Voy Donde Estés" pero se cambió a "Directo A Shanghai" en marzo de 2011; En mayo, 2011 se terminó de grabar todos los temas del álbum. En marzo de 2011 se anunció que la banda estaría en tour como invitados especiales de la gira de Maria Gabriela Isa Forever, Los tickets para los conciertos se vendieron en menos de una semana. El video musical del primer sencillo del álbum, "Voy Donde Estés", fue estrenado en Portugués por Nickelodeon Brasil el 11 de abril de 2011 y en Nickelodeon Latinoamérica en español el 25 de abril de 2011.
La banda, después de terminar las grabaciones en Argentina de su álbum, anunció que estaban en ensayos para una gira junto a Maria Gabriela de Faria, la cual comenzó el 15 de abril de 2011 y tiene previsto terminar en agosto, 2011. Zavarce comentó de la gira: “Estuvimos en Brasil y fue un éxito, los shows se llenaron al 90% todos, así que nos fue bien y de hecho en junio regresamos. También estamos conversando para tocar en una gira de 20 shows con Drake en Bogotá y queremos ir a Caracas”.

## Imagen y artes

### Influencias y estilo musical
El grupo musical tiene influencias del neo punk, al igual que también se basa en el trabajo de las bandas como All Time Low y Paramore. Su música se presenta a un público más adolescente y juvenil.
Las letras de sus temas, se insipiran en las chicas y la vida. Zavarce comentó que también tocan temas sociales y con variedad lírica.
“Hay para chicas y para que los chicos se identifiquen también con algo de esto. En algunas de nuestras canciones tocamos temas de drogas e incluso de Dios. Pero, si hablamos del tema que marca nuestro debut “Voy Donde Estés”, ¡Le cantamos a las chicas!. En nuestras letras intentamos marcar diferencia tocando temas sociales como pobreza, existencialismo y otros”, comentó Zavarce.

### Imagen pública
A diferencia de otros grupos salidos de canales de cable infantiles, la banda, presenta al público una influencia punk y rock en sus estilos de vestuarios y maquillaje. Hasta ahora, el grupo no ha tenido controversías por su imagen limpia.

## Filantropía
La banda tiene campañas sobre la pobreza de la sociedad.
Zavarce expresó: “Tenemos un tema que se llama "Hasta que vuelve a amanecer" que habla de una chica pobre que sueña con un mundo de colores, es una canción triste, pero definitivamente es para crear conciencia de lo que está sucediendo en todo el mundo”.
Él, junto a sus compañeros creó "Voz de la inocencia", una organización sin fines de lucro en la cual se colabora y ayuda a atender a personas "sin techo" para que sean cuidadas e integradas de nuevo a la sociedad.

## Miembros
Actuales
- Reinaldo Zavarce – vocalista principal
- Manuel Escobar – guitarrista
- Juan Camilo Novoa - guitarrista
- Miguel Álvarez - bajista
- Juan Nicolás García - baterista

Gira
- Maria Gabriela de Faria - vocalista de fondo

## Discografía
- Directo A Shanghai (2011)

## Tours
- Isa Forever Tour (2011)